# 時と永遠 〜トキトワ〜
『時と永遠〜トキトワ〜』（英: Time and Eternity）は、イメージエポックが開発し、2012年10月11日にバンダイナムコゲームス（当時、のちバンダイナムコエンターテインメント）から発売されたPlayStation 3用のロールプレイングゲームである。

## 概要
2012年1月19日公式サイトが開設された。イメージエポックがバンダイナムコゲームスと初めて組んで制作したオリジナルRPG。キャラクター原案にはイラストレーターのVOFANが起用されている。
イメージエポックが進めるJRPG Projectの作品の1つ。大きな特徴として、ゲーム中のキャラクター描画が全て手描きアニメーションで行なわれている点がある。イメージエポックの代表取締役である御影良衛の「ドットをPS3の画質でアニメにすれば、理論上テレビアニメと同じ動きをする」という発想から本作は生まれた。プロジェクトは2012年11月公開のインタビューで、3年ぐらい前と語られている。
アニメーションはサテライトが担当。これはプロデューサーの広野啓が「マクロス」のゲームも担当しており、サテライトとの関わりがあったためである。最終的な作画枚数は2万枚ほどとなった。
インターネットテレビ番組『バンダイナムコライブTV ゲームWednesday』2012年10月3日放送では特集が組まれプロデューサーの広野啓、イメージエポック代表取締役社長の御影良衛、主人公の担当声優代永翼が出演した。
広野啓は本作のシリーズ化を目指していることを発言しているが、シリーズ化されないまま開発元のイメージエポックが2016年に破産した。
ストーリー展開は、自分たちへ確実に迫る悲劇を回避するといった、重い使命を感じさせない明るいギャグテイストで常時進行し、キャラクターの名前も職業や性格からとられたコミカルなものが多い（例：ウェディ＝ウェディングプランナーなど）。一方で、物語終盤では「二人」のヒロインのうち、どちらと添い遂げるかの選択を迫られるシーンがあり、数少ないシリアス場面が主人公の苦悩を強調させるのに一役買っている。
ファミ通のクロスレビューでは8・7・9・8の32点（満40点）でゴールド殿堂入りを獲得した。一方でGameSpotのレビューでは3.5点（満10点）という低い評価を受けた。
2015年6月11日に本作のダウンロードコンテンツの配信が終了した。
本作の発売から11年後の2023年10月にSNSのX（旧Twitter）上でゲームや関連資料を紹介するアカウントに取り上げられ海外ユーザーを中心に注目を浴びた。反応の内容は本作のアートスタイルを絶賛する声が多数を占めたが、ゲーム部分については苦言を呈する声もあった。なお本作の音楽の作曲を担当した古代祐三もこのことについて反応を示した。

## システム
戦闘ではアクション性のある操作に応じて、滑らかな手描きアニメーションで進行する。戦闘に参加するのはトキ・トワのうち片方の人格一人のみで、それにドレイク（主人公）が特定の操作時にサポートするという形になっている。武器や魔法は両方の人格にそれぞれ得意・不得意がある。トキとトワの人格入れ替えは特定のイベント、数に限りのある特定のアイテムの使用を除き、戦闘終了後のレベルアップでのみ行われる。そのため任意の人格でイベントを見るためには、戦闘をすることによって調整する必要がある。なお、ボス戦などで大量に経験値が入り、レベルが2つ以上一度に上がった場合でも、入れ替えは片方一回のみ行われる。

## 登場人物

### 主人公とメインヒロイン
主人公（デフォルト名：ザック）
声：代永翼
カムザ王国の騎士。18歳。トキとの結婚式で襲撃を受け、瀕死の重傷を負ってしまう。
トワの存在も快く受け入れる優しい性格。
若くして騎士になった実力の持ち主だが、襲撃での重傷のため、人間の姿での戦闘はできず、ドレイクとしてトキ・トワをサポートするに留まる。
なかなかスケベな部分もあり、トキ・トワの入浴を覗こうと悪戦苦闘する。
トキ / トワ
16歳のカムザ王国の王女で本作のプレイヤーキャラクター。主人公を救うべく時間を遡る旅に出る。
幼少期の出来事をきっかけに、「デュアルソウル」と呼ばれる一つの体に「トキ」と「トワ」の二つの魂（人格）を持つ存在となった。
二つの人格は性格がかなり違うが、お互いの仲は良好で、主人公に対しても両者同じく好意的である。
トキとトワが幼少期に築き上げたとある関係性は、後に主人公とトキの運命に関わってゆく。
- トキ（髪の色：赤）

声：花澤香菜
結婚式の襲撃が起こるまでは表に出ていることが多かったため、物語スタート時点でのメイン人格というべき存在。
王女らしく柔らかい物腰で接し、おしとやかな性格。一方で幽霊を怖がらないなどの一面もある。
愛用の武器は銃で、遠距離戦を得意とする。
- トワ（髪の色：金）

声：喜多村英梨
トキと身体を共有するもう一つの人格。結婚式の襲撃により表に出て、主人公に存在が知られることとなった。
勝気で活発な性格をしている。一方でトキが怖がらない幽霊に恐怖したり、主人公とのやり取りで極端に恥ずかしがったりと、女の子らしい一面ものぞかせる。
愛用の武器はナイフで、接近戦を得意とする。

### サブキャラクター
レージョ
声：ゆかな
トキの友人で大金持ちのお嬢様。16歳。過去にトワに出会っており、トキとトワがデュアルソウルである事を知る数少ない人物。とある理由で大金持ちになった。
ウェディ
声：能登麻美子
トキの友人でウェディングプランナーを務める。性格は心配性。物語後半で繰り返される襲撃に活路を見出すきっかけを作る。
エンダ
声：悠木碧
トキの友人でトキの学校での後輩にあたる。性格は天真爛漫。
マキモナ
声：遠藤綾
トキに対し、「結婚式は襲撃される」と予言した占い師だが、その占いはヤマ勘であった事がレージョの口から判明する。独身。「だっつーの」が口癖。
ドレイク
声：代永翼
トキから片時も離れないペットのドラゴン。トキとトワが過去へ遡った際、主人公の魂が融合してしまい、ドレイク＝主人公となってしまう。
ビコード
声：杉田智和
アサシンギルドと思しきメンバーのリーダー。
ダケーニとミガーチという部下を連れており主人公の結婚式の襲撃犯と思われたが、その実態はアサシンギルドにあこがれる「アサシンギルド同好会」の会長で、結婚式の襲撃に一切関与していなかった事が判明する。
トキとトワに一目惚れをして猛烈にアタックするが、トキとトワからは拒否され、ドレイクとなった主人公に頭を噛みつかれる。
本職はケーキ職人だが、味は食べたレージョに死んだ母親の声が聞こえてしまうくらいにひどい。
メビウス
声：植田佳奈
関西弁を話す謎の少女。トキとトワが過去に遡って結婚式の襲撃の原因を取り除いても、別の者に襲撃されて主人公が殺される因果を作り出した元凶。

## 主題歌
主題歌「Rewind」
作詞・歌 - May J. / 作曲 - Emyli/NA.ZU.NA.

## 漫画
相羽紀行によって『ジャンプSQ.19』（集英社）Vol.2からVol.4まで全3話連載された。
- 単行本 2013年1月4日発売 ISBN 9784088707044[12]

## アプリ
NECビッグローブのスマートフォン向けアプリのカードコレクションゲーム『嫁コレ』に参加している。撮り下ろしボイスが用意されている。

## 関連商品
- 攻略本 - 『時と永遠～トキトワ～コンプリートガイド』（エンターブレイン） 2012年11月発売 ISBN 978-4-04-728538-5[13]
- ファンブック - 『時と永遠〜トキトワ〜 ジ・アンオフィシャル』（エンターブレイン） 2012年11月22日発売 ISBN 978-4-04-728569-9[12]
- サウンドトラック - 『時と永遠〜トキトワ〜 オリジナルサウンドトラック』（スーパースィープ）2013年4月26日発売[12]